# Halmaj
Halmaj község Borsod-Abaúj-Zemplén vármegye Szikszói járásában.

## Fekvése
A Hernád völgyében fekszik, a folyó jobb parti oldalán, a megyeszékhely Miskolctól mintegy 25 kilométerre északkeletre.
A közvetlenül szomszédos települések: észak felől Kázsmárk (kb. 4 km), kelet felől Kiskinizs (4 km), délkelet felől a Hernád túlpartján fekvő Nagykinizs és Szentistvánbaksa, délnyugat felől pedig Aszaló (5 km). A legközelebbi város a mintegy 9 kilométerre fekvő Szikszó.

### Megközelítése
Két legfontosabb közúti megközelítési útvonala a 3-as főút és az M30-as autópálya: mindkettő áthalad a közigazgatási területén, sőt egy közös csomópontjuk is van az északnyugati határszéle közelében, így az ország távolabbi részei felől ezeken közelíthető meg a legegyszerűbben. Központján, annak főutcájaként a 3703-as út halad végig, északabbi szomszédaival pedig a 2624-es út köti össze.
A hazai vasútvonalak közül a Felsőzsolca–Hidasnémeti-vasútvonal érinti, melynek egy megállási pontja van itt. Halmaj vasútállomás a belterület nyugati szélén helyezkedik el, közúti elérését egy, a 3703-as útból kiágazó önkormányzati út (Állomás utca, majd Búzavirág utca) biztosítja.

## Története
Először 1234-ben említik, Holmoy alakban írva. Az Aba nemzetség birtoka volt.
Az 1330-as évek elején már templommal is rendelkezett, papja évi 16 garast fizetett adóul a pápának, ami arra utal, hogy Halmaj gazdag és népes település lehetett (Miskolc ebben az időben 18 garast fizetett.) A 15. századból és a 16. század elejéről kevés adat maradt fenn, de több megpróbáltatáson is átesett a község, amikor Jiskra János csapatai elfoglalták a környéket, majd a Dózsa György-féle parasztfelkelés következett. A törökök 1544-ben jelentek meg a környéken, 1554-ben elfoglalták Fülek várát, és fosztogatni kezdték a falvakat, ahonnan sokan elvándoroltak a nagyobb mezővárosokba vagy igyekeztek elbújni. 1640-re a falu teljesen kihalt. 1711-ben egy pestisjárvány pusztította ki Abaúj vármegye jelentős részét.
1800-ra a település újra benépesült, római katolikus templomát is ekkor kezdték építeni. Református imaháza már 1709-től állt. 1813-ban árvíz pusztított. 1829-ben már iskola is állt a településen, de kevesebb mint a gyerekek fele járt iskolába. Az 1870-es években kolerajárvány pusztított.
A második világháború után a nagybirtokos rendszer megszűnt. Ez sok nehézséget okozott, rengetegen maradtak művelhető föld nélkül, a munkaképesek 50%-a Miskolcra és más városokba ment munkát keresni. 1966 után a község újra fejlődésnek indulhatott, egy öt faluból álló körzet központja lett. Új iskola és óvoda épült, majd 1971-ben orvosi rendelő és az 1970-es évektől, 1989-ig négy új utcasor alakult ki, több mint 150 lakóházzal.  1976-ra ABC áruház és bisztró is állt a településen. Azóta is több új utca alakult ki, sok szép modern lakóházzal.
Az árvízveszély megelőzése érdekében a községet körgát védi, mely 1982-től 1984-ig épült. 1996-ban befejeződött a vezetékes gázhálózat kiépítése, illetve a Rákóczi úton 500 m kerékpárút épült. 2008-ban már Szikszóig vezet egy 2 méter széles kerékpárút.
Az 1990-es választások után, a tanácsrendszer megszűnésével létrejöttek a települési Önkormányzatok. Ekkor hozott létre közös Körjegyzőséget három község: Halmaj, Kiskinizs, Csobád. Jelenleg Kiskinizs és Halmaj alkot egy körjegyzőséget.
Halmaj jelenleg is dinamikusan fejlődik.

## Közélete

### Polgármesterei
- 1990–1994: Tóth László (független)[4]
- 1994–1998: Tóth József (független)[5]
- 1998–2002: Tóth József (független)[6]
- 2002–2006: Tóth József (független)[7]
- 2006–2010: Tóth József (független)[8]
- 2010–2014: Tóth József (független)[9]
- 2014–2019: Tóth József (Fidesz-KDNP)[10]
- 2019–2024: Tóth József (Fidesz-KDNP)[11]
- 2024– : Tóth József (Fidesz-KDNP)[1]

## Népesség
A település népességének változása:
| Lakosok száma | 1838 | 1825 | 1799 | 1792 | 1704 | 1704 | 1701 |
|               | 2013 | 2014 | 2015 | 2021 | 2022 | 2023 | 2024 |

2001-ben a település lakosságának 92%-a magyar, 8%-a cigány nemzetiségűnek vallotta magát.
A 2011-es népszámlálás során a lakosok 90,9%-a magyarnak, 15,7% cigánynak, 0,3% németnek mondta magát (9% nem válaszolt; a kettős identitások miatt a végösszeg nagyobb lehet 100%-nál). A vallási megoszlás a következő volt: római katolikus 47,8%, református 17%, görögkatolikus 4,5%, evangélikus 0,5%, felekezeten kívüli 2,9% (26,8% nem válaszolt).
2022-ben a lakosság 93,5%-a vallotta magát magyarnak, 16,1% cigánynak, 0,1-0,1% szlováknak, szlovénnek, horvátnak és németnek, 1,5% egyéb, nem hazai nemzetiségűnek (6,5% nem nyilatkozott; a kettős identitások miatt a végösszeg nagyobb lehet 100%-nál). Vallásuk szerint 37,9% volt római katolikus, 15,6% református, 4,5% görög katolikus, 0,4% egyéb keresztény, 0,3% evangélikus, 5,8% felekezeten kívüli (35,2% nem válaszolt).

## Wififalu
Halmajon a Gárdonyi Géza Általános Iskolában 2008-ban bekötötték az internetet. Ez rengeteg új lehetőséggel és az oktatás színvonalának emelésével járt. Az Internet Terjesztéséért Alapítvány az év június 23-tól június 27-ig tábort szervezett, melynek célja a számítógép közelebbi megismerése volt, illetve olyan fiatal roma származású gyerekekkel való együttműködés, akik jobban, illetve hatékonyabban kezelik a számítógépet. A wifi-antennát a víztorony tetejére szerelték, ám a korlátozott sávszélesség miatt szabályozni kellett a hozzáférést.

## Nevezetességei
Református templom
A volt magtárépület megvásárlásával és teljes áttervezésével a református közösség 1994-ben kezdte el a templom építését, amely 1998. október 31-én fejeződött be az ünnepélyes átadással. A templomépítéshez a Tiszáninneni Egyházkerület és Gert Naber holland pékmester jelentős pénzügyi támogatást biztosított. Mindemellett a hívek odaadó, önzetlen társadalmi munkája és a közmunka is óriási részt képviselt az építkezés megvalósításában.
Római katolikus templom
Katolikus templom a XVIII. sz. végéig nem volt a faluban. Gróf Andrássy földesúr 1800-ban hozzákezdett egy neobarokk stílusú katolikus templom építéséhez, amelyet 1801. augusztus 20-án Szent István király tiszteletére szenteltek fel. Így Szent István lett a templom védőszentje és azóta a búcsú augusztus 20-ra esik.
A sekrestyét 1894-ben toldotta a templomhoz Türk Mór szikszói vállalkozó, ugyanakkor a templombelsőt Tancsa Lajos egyházmegyei templomfestő festette ki Andrássy Dénes kegyúr költségén.
A templom 200 éves jubileumára, 2001. augusztus 20-ra a teljes külső felújítás, 2002-ben pedig a belső felújítása valósult meg.
Görög katolikus kápolna és imaház
Halmaj görög katolikusságának története a 20. század végig nem volt független a római katolikus egyház lokális életétől. A görög katolikus közösség kápolnáját 1993-ban vásárolta meg a református egyháztól. Az épületet saját vallásos hagyományrendszerük mintájára alakították át. A kápolna udvarán a keleti egyházak ábrázolását tükröző feszület kapott helyett, melyen pléhből készült korpusz található. A latin egyháztól eltérően a görög katolikus egyház hagyományrendszerében a kereszten nyugvó Krisztus testet nem domborműves kialakítással ábrázolja, hanem a bizánci jellegű ikongrafikus megjelenítés mintájára.
Nemzeti Trianon Emlékpark

## Díszpolgárok
- Farkas Géza (1874–1950) huszáralezredes, földbirtokos, a Tiszáninneni református egyházkerület főgondnoka, országgyűlési képviselő, felsőházi tag.[18]